# Odyssey
Odyssey je drugi studijski album Mihe Kralja, ki je izšel leta 1982 na LP plošči pri beograjski založbi PGP RTB. V prvi izdaji je izšlo 5.000 izvodov plošče.

## Seznam skladb
Vse skladbe so delo Mihe Kralja.
| A stran | A stran   | A stran |
| Št.     | Naslov    | Dolžina |
| ------- | --------- | ------- |
| 1.      | „Odyssey‟ | 18:50   |

| B stran         | B stran         | B stran |
| Št.             | Naslov          | Dolžina |
| --------------- | --------------- | ------- |
| 1.              | „Erotic Space‟  | 5:02    |
| 2.              | „Jupiter‟       | 7:45    |
| 3.              | „Computor‟      | 3:45    |
| Skupna dolžina: | Skupna dolžina: | 35:22   |

## Osebje
- Miha Kralj – klaviature, sintetizatorji

## Produkcija
- Producent, aranžer: Miha Kralj
- Ilustracija: Andrej Pavlič
- Fotografija in oblikovanje: Tadej Tozon
- Glavni in odgovorni urednik: Stanko Terzić
- Recenzent: Boris Kovačič